# علم الكونيات البهائي

رمز خاتم البهاء البهائي، يُظهر العوالم الثلاثة: الله، مظهر الله، والخلق، وكلها متصلة بالروح القدس

في علم الكونيات البهائي، يُقسّم الواقع إلى ثلاث مراتب. المرتبة الأولى هو الله، وهو أزلي ووجود كل ما سواه معتمد عليه. المرتبة الثانية هي اللوغوس الإلهي، أو الإرادة الأولى، وهي مرتبة أوامر الله ورحمته، وتخترق هذه المرتبة كل الموجودات. مظاهر الله، وهم رسل الله، يُعتبرون تجليات للوغوس في العالم المادي. المرتبة الثالثة هي الخلق، وتشمل العالم المادي. لا يُنظر إلى الخلق على أنه محصور في الكون المادي فقط، فالأشياء المادية، كالأرض مثلًا، يُعتقد أنها تظهر في وقت معين ثم تتحلل إلى عناصرها الأولية. لذا يُنظر إلى الكون الحالي على أنه نتيجة لعملية طويلة المدى (بمقاييس زمنية كونية)، تطور خلالها إلى حالته الراهنة. في البهائية، يُعتبر الكون بأسره علامة على وجود الله وهو معتمد عليه في وجوده، وقد خُلق الإنسان ليعرف الله ويخدم هدفه.

## المراتب الوجودية
ميّز بهاء الله، مؤسس الديانة البهائية، بين خمس مراتب للوجود. ويمكن تتبع جزء من المصطلحات المستخدمة في هذا السياق إلى الأفاطونية المحدثة والصوفية، لكن هذا لا يعني أن بهاء الله يعتنق رؤية نيوبلاتونية أو صوفية للعالم. فهو يرى أن جميع وجهات النظر الميتافيزيقية نسبية، تعكس فقط روح أو نفس وثقافة الفرد، وليست حقيقة مطلقة. وتعاليم الديانة البهائية تقلل من أهمية الميتافيزيقيا، وتركز بالأساس على الأخلاق الاجتماعية والشخصية.
يظهر الله في جميع هذه المراتب الخمس، أما مظاهر الله فتتجلى في جميعها باستثناء المرتبة الأولى، ويعيش الإنسان بين المرتبتين الملائكية والمادية، وله حرية الاختيار في العيش بينهما.
| المرتبة         | الوصف | مراحل الخلق (قوس النزول وقوس الصعود)       | رمزية اللون       |
| --------------- | --- | ------------------------------------------ | ----------------- |
| هاهوت (Háhút)   | - جوهر الله غير المتجلي. - "السر المكنون" أو "الكنز المخفي"، المجهول المطلق، الوحدة الأصلية. |                                            |                   |
| لاهوت (Láhút)   | - الأفق الأبهى، الحضرة السماوية، عرش الله. - تتجلى فيه أسماء الله وصفاته. - مقام التجريد الخالص والوحدة الجوهرية. - الروح القدس، كلمة الله (لوغوس)، العقل الأول، الإرادة الإلهية. - الظهور الشامل لله، العليقة المشتعلة، المتكلم في طور سيناء، الجمال الأزلي، شجرة اللوت الإلهية، الألف والياء، الأول والآخر، القلم الأعلى، لسان العظمة، رب الأرباب، الإرادة الأولية، العقل الأول. - اليمامة الإلهية، الملاك جبريل، الفتاة السماوية، البلبل الصوفي. | - الإرادة (مشيئة)                          | - الأبيض الثلجي   |
| جبروت (Jabarút) | - الفردوس الأعلى. - عالم الأمر أو القضاء. - مقام التميز: مظاهر الظهور الإلهي (بمن فيهم آدم، نوح، إبراهيم، موسى، زرادشت، عيسى، محمد، الباب وبهاء الله) يكتسبون وجوداً فردياً ويصبحون قنوات للإرادة الإلهية. - "الكتاب الأم" (القوانين الروحية الأبدية)، "اللوح المحفوظ" (الفرائض الإلهية، معرفة الماضي والمستقبل)، والقلم الإلهي. | - الغرض، العزم (إرادة)                     | - الأصفر (الذهبي) |
| ملكوت (Malakút) | - الفردوس الأبهى، ملكوت الله - العالم الملائكي، عالم الأرواح. - يشمل الملأ الأعلى (أرواح الأنبياء والشهداء والقديسين). | - القدر، المصير (قدر)                      | - الأخضر          |
| ناسوت (Násút)   | - العالم المادي، مقسم إلى الممالك البشرية، الحيوانية، النباتية والمعدنية. | - القضاء، القدر (قضاء) - التنفيذ - التسجيل | - القرمزي         |

تدور جميع العوالم الإلهية حول هذا العالم، وكلها مترابطة وتعتمد بعضها على بعض. ولا يمكن وصف العوالم الإلهية إلا من خلال الاستعارات والتشبيهات، ويمكن مقارنتها بعالم الأحلام. تُعد عالما الناسوت والملكوت جزءًا من "عالم الخلق"، وتحكمهما القوانين الروحية ذاتها. أما معنى الحياة في هذا العالم، فهو تطوير الصفات الروحية اللازمة للعالم الآخر.
يمتلك الإنسان الاختيار الحر ليعيش حياة مادية في عالم الناسوت، أو حياة زهد وانفصال عن الماديات في عالم الملكوت، مجسّدًا بذلك أسماء الله وصفاته. يشرح بهاء الله أن "عالم الذر" (ʻālam al-dharr)، في إشارة إلى الميثاق الإلهي الأولي مع البشرية المذكور في القرآن في الآية 172 من سورة الأعراف،7:172
```
يُمثّل مقام تجلّي 
الأنبياء
. فقبل أن يُعلن 
كلمة الله
، يُعتبر جميع الناس متساوين في المرتبة. أما الفروقات، فلا تظهر إلا بعد إعلان النبي عن نفسه، نتيجةً لاختلاف استجابة كل فرد بحسب إرادته الحرة.
[
12
]
```

كتب بهاء الله أيضًا عن عوالم الله المتعددة. ففي سورة الوفا (Súriy-i-Vafá), يقول: «اعلمْ حقًّا أنّ عوالم الله لا تُحصى عددًا، ولا تُحدّ مدى، ولا يُدرك كنهها أحدٌ إلا الله، العليم الحكيم».
أما عبد البهاء، ابن بهاء الله وخليفته، فقد كتب في لوح الأفلاكيّة (Lawḥ-i-Aflákiyyih، *لوح الكون*) أن هناك عددًا لا نهائيًا من مظاهر الظهور الإلهي في العوالم غير المتناهية لله.
وقد أوضح بهاء الله أن على الإنسان أن يسعى لتحصيل المعرفة، لكن لا يمكن لأي إنسان أن يُدرك طبيعة خلق الله أو ذات الله ذاته. وأكد أن الله وهب الإنسان العقل ليُعمله، غير أن جوهر الحقيقة الإلهية يبقى فوق طاقته الإدراكية.

## الملاحظات
1. ↑  يشير موجان مومن إلى أن "المراتب الأربع الأخيرة يبدو أنها تشير إلى المرتبة الأولى في الصلاة الإلزامية الطويلة (الصلاة الكبيرة): «أشهد لما شهدت به الأشياء (ناسوت)، والملأ الأعلى (ملكوت)، وسكان الفردوس الأعلى (جبروت)، ومن ورائهم لسان العظمة من الأفق الأبهى (لاهوت)، أنك أنت الله...». بهاء الله، "الابتهالات والتأملات"، رقم CLXXXIII، ص. 246/321." [5] (المصطلحات بين الأقواس لا تظهر في النص الأصلي. المصطلحات المستخدمة هي: أشياء، الملأ الأعلى، جنة العليا، والأفق الأبهى.)

## روابط خارجية
- نسيج الواقع – تجميعات موضوعية من اقتباسات مستخلصة من الكتابات البهائية وغيرها.
- الواقع، النفس وعوالم الله – تجميع أعدّته ماريان كريست ليبت وم. مايكل كافِس.
- عوالم الله – إسكندر تينتو – عرض لمفهوم العوالم الإلهية من منظور بهائي.
- مقالات حول الكوسمولوجيا البهائية، ومواضيع فلسفية ذات صلة في مكتبة البهائيين (بقلم مؤلفين مختلفين).